# Kriegerdenkmal (Soisdorf)

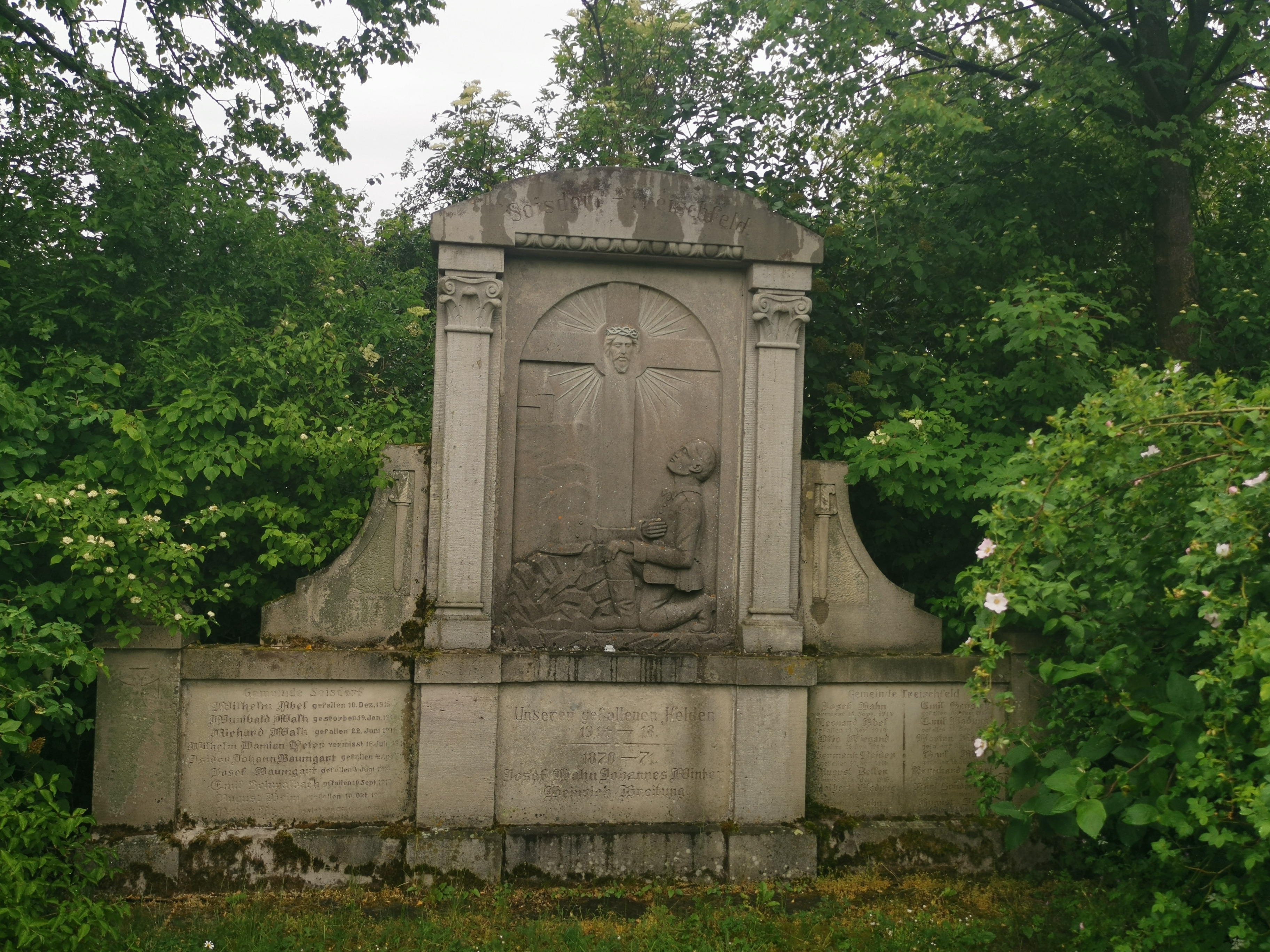
Kriegerdenkmal in Soisdorf

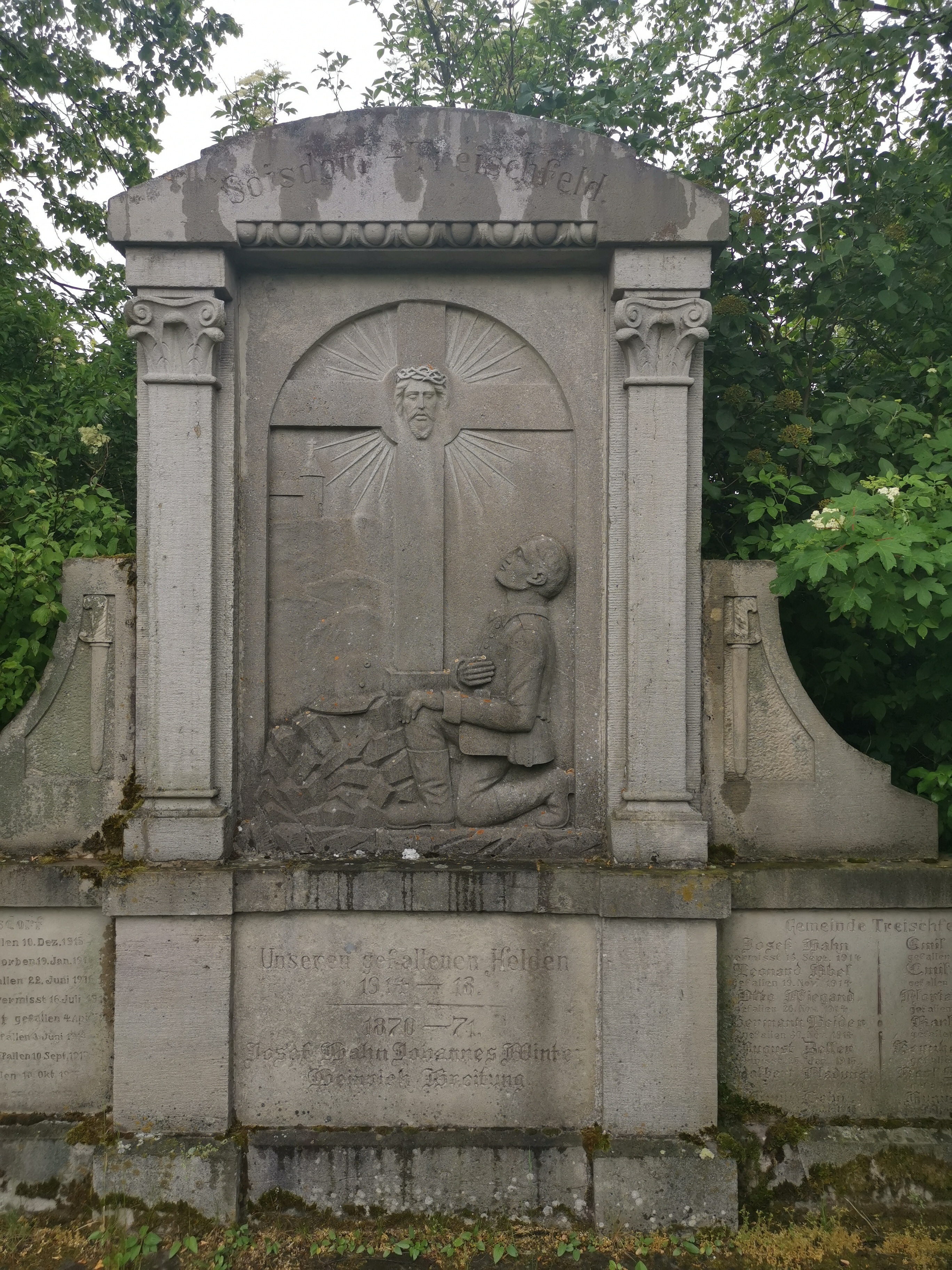
Bildfeld mit einem knienden Soldaten vor einem Kreuz

Das Kriegerdenkmal in Soisdorf, einem Ortsteil der Gemeinde Eiterfeld im osthessischen Landkreis Fulda, wurde um 1920 von den Gemeinden Soisdorf und Treischfeld gemeinsam errichtet. Das zwischen den beiden Orten gelegene Kriegerdenkmal ist ein geschütztes Kulturdenkmal.

## Beschreibung
Das Kriegerdenkmal für die Gefallenen des Deutsch-Französischen Krieges 1870/71 und des Ersten Weltkriegs 1914–1918 besitzt einen niedrigen Sockelbereich, der durch seitliche Begrenzungspfosten, Lisenengliederung und ein abschließendes Gesims in drei Teile gegliedert ist. In die Sockelfelder wurden die Namen der Gefallenen eingemeißelt. Die seitlichen Pfosten sind jeweils mit einem Malteserkreuz versehen; auf den äußeren Abschlussplatten ist je ein Kranz mit einem Soldatenhelm angebracht.
Der zentrale Teil des Denkmals ist die segmentbogige Ädikula, die seitlich von geschweiften Stützen mit einem Schwert flankiert wird. Die Ädikula wird von ionischen Pilastern gerahmt. Im Sturzbogen, der den oberen Abschluss bildet, sind die Ortsnamen Soisdorf und Treischfeld eingemeißelt. Der Bogen ist an der Unterkante mit einem Eierstabfries verziert.
Das Bildfeld zeigt in Flachrelief einen knienden Soldaten vor einem Kreuz. Dieses steht auf einem durch Steinen gebildeten Hügel und ist von Wolken umgeben. Im Schnittpunkt der Kreuzarme ist der Kopf Christi mit der Dornenkrone zu sehen. Den Kreuzmittelpunkt umgibt ein Strahlenkranz.

## Kulturdenkmal
Das Gefallenen-Denkmal in Soisdorf wurde als Einzeldenkmal durch das Landesamt für Denkmalpflege Hessen aus geschichtlichen und künstlerischen Gründen in das Denkmalverzeichnis des Landes Hessen mit der Nummer 37503 eingetragen.